# Reprezentacja Południowej Afryki w piłce nożnej plażowej mężczyzn
Reprezentacja Republiki Południowej Afryki w piłce nożnej plażowej - reprezentuje RPA na międzynarodowych rozgrywkach beach-soccerowych.

## Osiągnięcia
- Mistrzostwa świata w piłce nożnej plażowej Miejsce: dwunaste 
  - 1999, 2005
- Mistrzostwa Afryki w Piłce Nożnej Plażowej Miejsce: czwarte 
  - 2007

## Skład
Skład aktualny na  czerwiec 2008
| Nr | Poz. | Piłkarz                 |
| -- | ---- | ----------------------- |
| 1  | BR   | Mbatha Siyabonga        |
| 2  | OB   | Kinsey Raphael Lowell   |
| 3  | OB   | Fani Nsuku Shange       |
| 4  | OB   | Lucky Siyabonga         |
| 5  | OB   | Darren Dicks            |
| 6  | NA   | Nduduzo Steven Phakhati |

| Nr | Poz. | Piłkarz                  |
| -- | ---- | ------------------------ |
| 7  | NA   | Siyabonga Peaceland      |
| 8  | NA   | Bandile Quinton Tsepo    |
| 9  | NA   | Lesley Thando            |
| 10 | NA   | Frederick Philani Gumede |
| 11 | OB   | Phiwokuhle Prince        |
| 12 | BR   | Siyabonga Bright         |

Trener: Shezi Lindani 